# Teodoro Restúnio
Teodoro Restúnio (em latim: Theodorus Restunius; em armênio/arménio: Թեոդորոս Ռշտունի; romaniz.: T’eodoros Rshtuni; m. 656), dito Pasagnates (Πασαγνάθης) por Teófanes, o Confessor, foi oficial bizantino de origem armênia do século VI, ativo durante o reinado do imperador Heráclio (r. 610–641). Foi mestre dos soldados entre 638-642/3 e então patrício e príncipe (iscano) da Armênia entre 643-645, quando é quase substituído por Basterotes II; entre 646-654 quando é substituído por Musel IV; e então 654-655, quando é removido por Constante II (r. 641–668) e substituído por Amazaspes IV.

## Vida

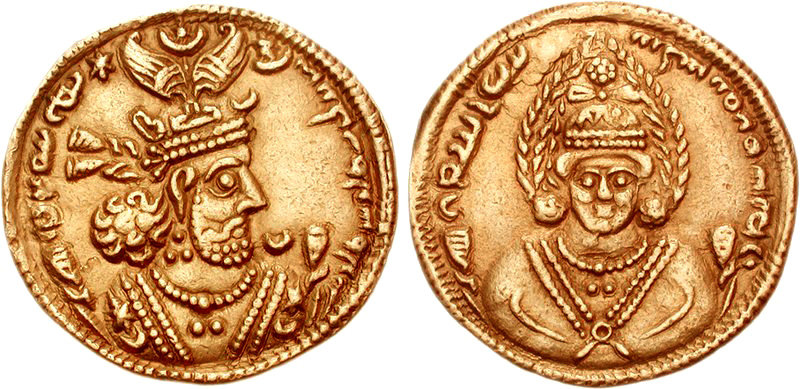
Dinar de r.

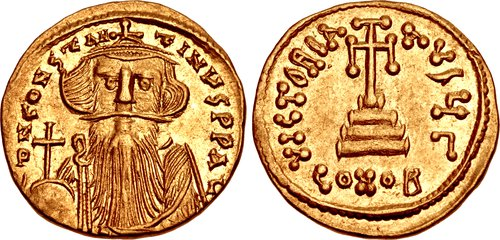
Soldo de r.

Teodoro era membro da família Restúnio e frequentemente foi aludido como "senhor dos Restúnios". Era pai de Bardas, Vardanes e sogro de Amazaspes IV e Gregório Vanúnio. Ele foi criado na corte do xá Cosroes II (r. 590–628) junto com Basterotes II. Torna-se príncipe (iscano) do cantão de Restúnia (perto ao lago de Vã). Em 628, sugeriu Cristóvão II, religioso ligado a ele, como sucessor de Comitas (r. 615–628) na posição de católico. Em 632/3, participou no Concílio de Teodosiópolis, e em 638, quando Davi Sarones foi derrubado, manteve suas tropas sob controle e deixou vários cantões fora de sufocos. Em 638/40, sucede Davi na sua posição, talvez de mestre dos soldados da Armênia.
Durante a primeira invasão árabe da Armênia em 640/2, retirou a guarnição de Dúbio para atacar os árabes em sua marcha, mas suas tropas não se moveram rápido o suficiente, de modo que Dúbio foi conquistada pelos invasores em 6 de outubro. Dizem que os árabes levaram 35 mil habitantes à escravidão. Ainda tentou atacou-os em sua partida à Mesopotâmia (Assuristão), mas não pôde fazer nada. Após o desastre, foi nomeado em 641/43 sob proposta do recém-reinante católico Narses III, o Construtor (r. 641–661) pelo imperador Constante II (r. 641–668) como comandante das tropas da Armênia e patrício.
Durante a segunda invasão árabe (642/43), foram reveladas diferenças e insuficiente coordenação militar entre Restúnio e o general Procópio. Seu ataque ao exército árabe ocorreu em dois ataques sucessivos perto de Marducaique (no distrito de Cogovita), com Restúnio, no primeiro ataque, sendo bem sucedido, enquanto pouco depois Procópio sofre uma pesada derrota contra os árabes e os bizantinos culpam Restúnio. Provavelmente em conexão com a segunda invasão árabe foi a conquista árabe da fortaleza de Arcapa (no distrito de Cogovita, na província de Airarate) em 10 de agosto de 643 e sua reconquista por Restúnio no dia seguinte. Do saque, diz-se que Restúnio mandou 100 cavalos selecionados como presente para Constante.

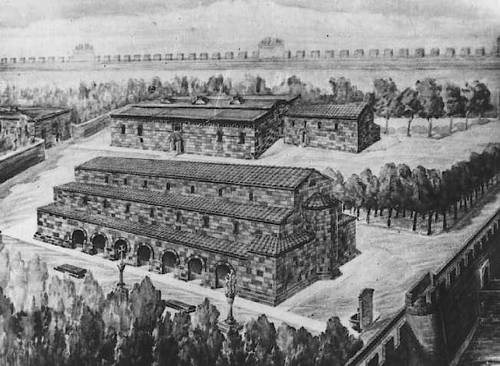
Praça central de Dúbio. A principal catedral, com a basílica à direita (século VI), e a residência do católico à esquerda (século V). Figura de A. Patrick (baseada nos esboços de G. Kochoyan)

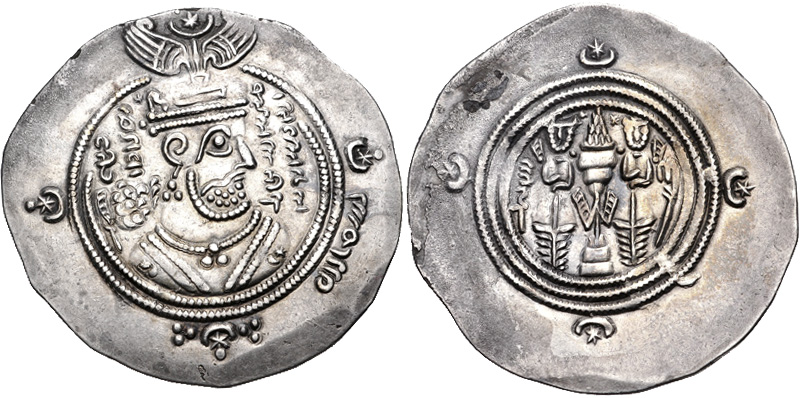
Dracma de estilo sassânida de Moáuia

Em 643/4, invade com Procópio o norte da Síria, num lugar chamado Batnom de Serugue (não longe de Edessa), e retornam com muitos prisioneiros. Em 645, Constante envia Tomás à Armênia para negociar com o "príncipe dos medos". Tomás, por iniciativa própria, apela ao "príncipe dos medos" para ajudá-lo a remover Restúnio de sua posição. Restúnio foi preso perto de Cotaia (na província de Airarate) e levado em correntes para Constantinopla. Constante ficou envergonhado pela ação de Tomás, libertou imediatamente Restúnio, congratulou-o por sua amizade e realizou um estudo dos acontecimentos que terminou com a absolvição de Restúnio e a demissão de Tomás. Restúnio foi presentado com uma contribuição financeira anual. Se diz que se encontrou na capital com Basterotes e seu filho Simbácio V, libertados de seu exílio por sua influência. Em 646, Restúnio foi renomeado para sua antiga posição e reenviado à Armênia.
Em 648/9, participou no Sínodo de Dúbio, onde tinha ordens de Constante para aceitar o credo calcedônio, porém não ocorre e uma carta é enviada ao imperador. Após a terceira invasão árabe (650), houve uma trégua bizantino-árabe que durou até 652 ou 653. Em vista do ressurgimento da agressão árabe, Restúnio decidiu em 653 negociar tratado com o governador árabe da Síria, Moáuia, pelo qual foi considerado traidor. Segundo Teófanes, o Confessor e Agápio, o acordo foi garantido por Restúnio entregar um de seus filhos como refém. Bem antes do contrato com os árabes, Restúnio ordenou que seu filho Bardes acompanhasse um contingente na campanha dos "generais da Cilícia", que sofre uma pesada derrota numa ponte flutuantes sobre o rio Eufrates. Contante despossou Restúnio de sua posição e dirigiu-se com seu exército a Teodosiópolis, onde parte dos príncipes locais e o católico Narses prestaram-lhe homenagem. O imperador permaneceu algum tempo em Dúbio, mas logo retorna para Constantinopla e deixa seu general Mauriano e Musel IV no comando do país.
Ele e Narses colidiram, pois durante a estadia do imperador, o católico mais ou menos voluntariamente fez comunhão com Constante, causando a união temporária da Igreja da Armênia com a Igreja Ortodoxa Grega; Narses estava a salvo de Restúnio em Taique. Com a retirada de Constante, solicitou sete mil soldados aos árabes e estaciona-os para garantir partes da Armênia que caíram aos árabes nos distritos de Aliovita e Besnúnia, ao norte do Vã. Após o inverno de 653/4, na Páscoa, as últimas tropas gregas deixaram o país, e Restúnio foi a Moáuia em Damasco, onde é confirmado governador da Armênia, Ibéria, Albânia e Siúnia. Aproveitando-se da fraqueza árabe temporária com sua derrota no Ocidente (654) e no Cáucaso (inverno de 654/5) e uma doença que acometeu Restúnio, houve contestação de seu poder. Como estava difícil para Teodoro manter a autoridade sobre os territórios árabes, precisou solicitar mais tropas. Na esteira dos subsequentes confrontos militares entre árabes e bizantinos na Armênia (em 655), os árabes consideraram mais seguro levar um grande número de nobres armênios como reféns à Síria, incluindo Restúnio, que falece em 656. Foi sucedido por seu genro Amazaspes IV. Seu corpo foi levado para o distrito de Restúnia, onde foi sepultado na tumba de seus ancestrais.

## Família
Teodoro Restúnio teve, ao menos, cinco filhos:
- Bardas Restúnio
- Vardanes Restúnio
- Filho de nome incerto, entregue como refém aos árabes
- Filha de nome desconhecido, casada com Amazaspes IV
- Filha de nome desconhecido, casada com Gregório Vanúnio